# 颈环双锯鱼
颈环双锯鱼为輻鰭魚綱鱸形目隆頭魚亞目雀鲷科双锯鱼属的鱼类，俗名粉红海葵鱼、背带双锯齿盖鱼。

## 分布
本魚分布于西太平洋區，包括科科斯群島和聖誕島、印度尼西亚、菲律宾、日本、台湾岛以及南海诸岛、海南岛、澳洲、東加等海域。该物种的模式产地在Grootobi。

## 深度
水深1至38公尺。

## 特徵
本魚體側扁，口小，體色橘黃色至粉紅色。由頭頂沿背部至尾柄有一白色細縱帶，鰓蓋前亦有一白色橫帶，尾鰭圓形，背鰭硬棘9至10枚，背鰭軟條16至17枚，臀鰭硬棘2枚，臀鰭軟條12至13枚，體長可達10公分。

## 生態
本魚棲息在珊瑚礁區，與海葵形成共生互利關係，並且不受宿主帶刺觸手的影響，為雌雄同體，具有嚴格的階級劃分，雌魚最大，繁殖中的雄魚第二大，並且隨著等級下降，雄魚非繁殖者逐漸變小，如果唯一的繁殖雌性死亡，繁殖的雄魚將變成雌魚，而最大的非繁殖者將成為繁殖的雄魚，產黏著卵，仔稚魚具漂浮期，屬雜食性，以藻類、小型底棲無脊椎動物為食。

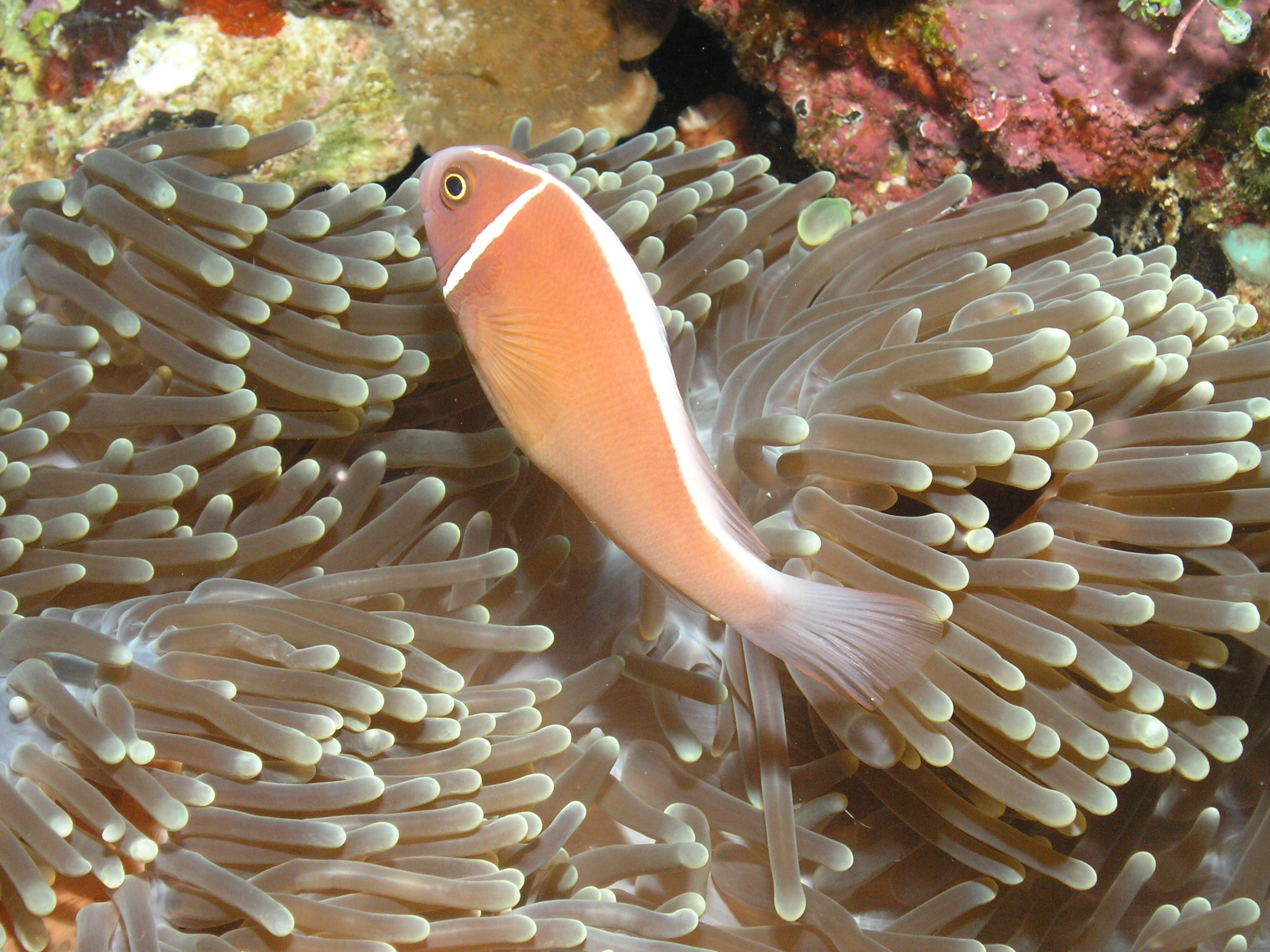
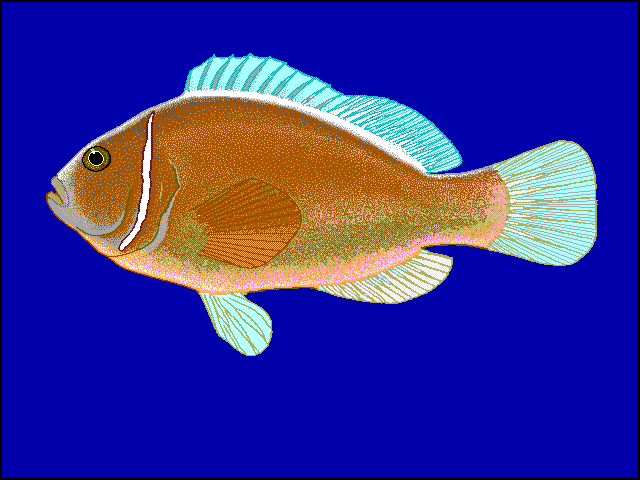
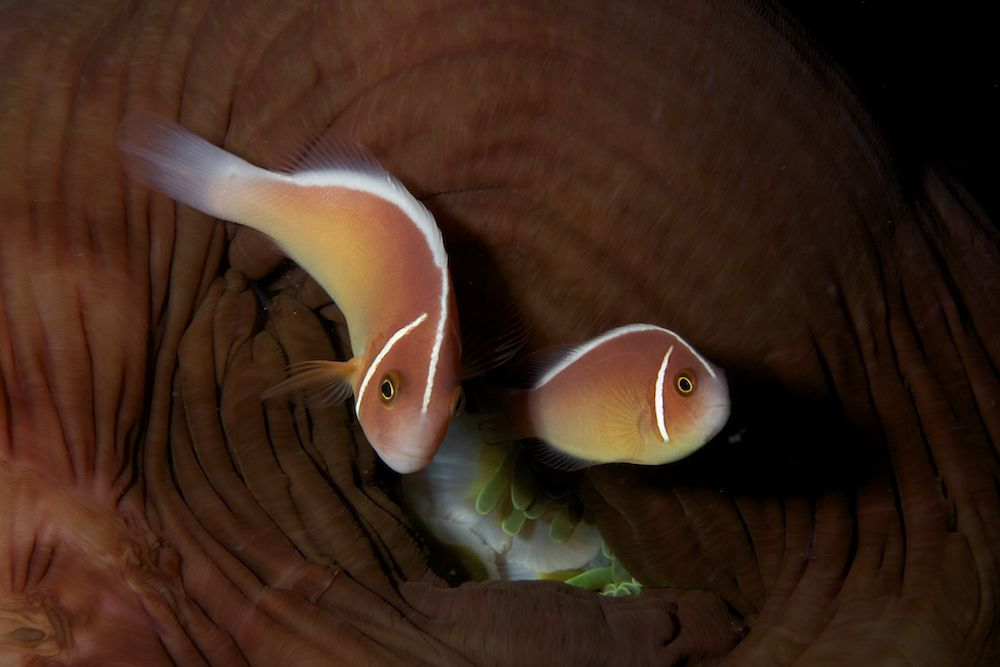
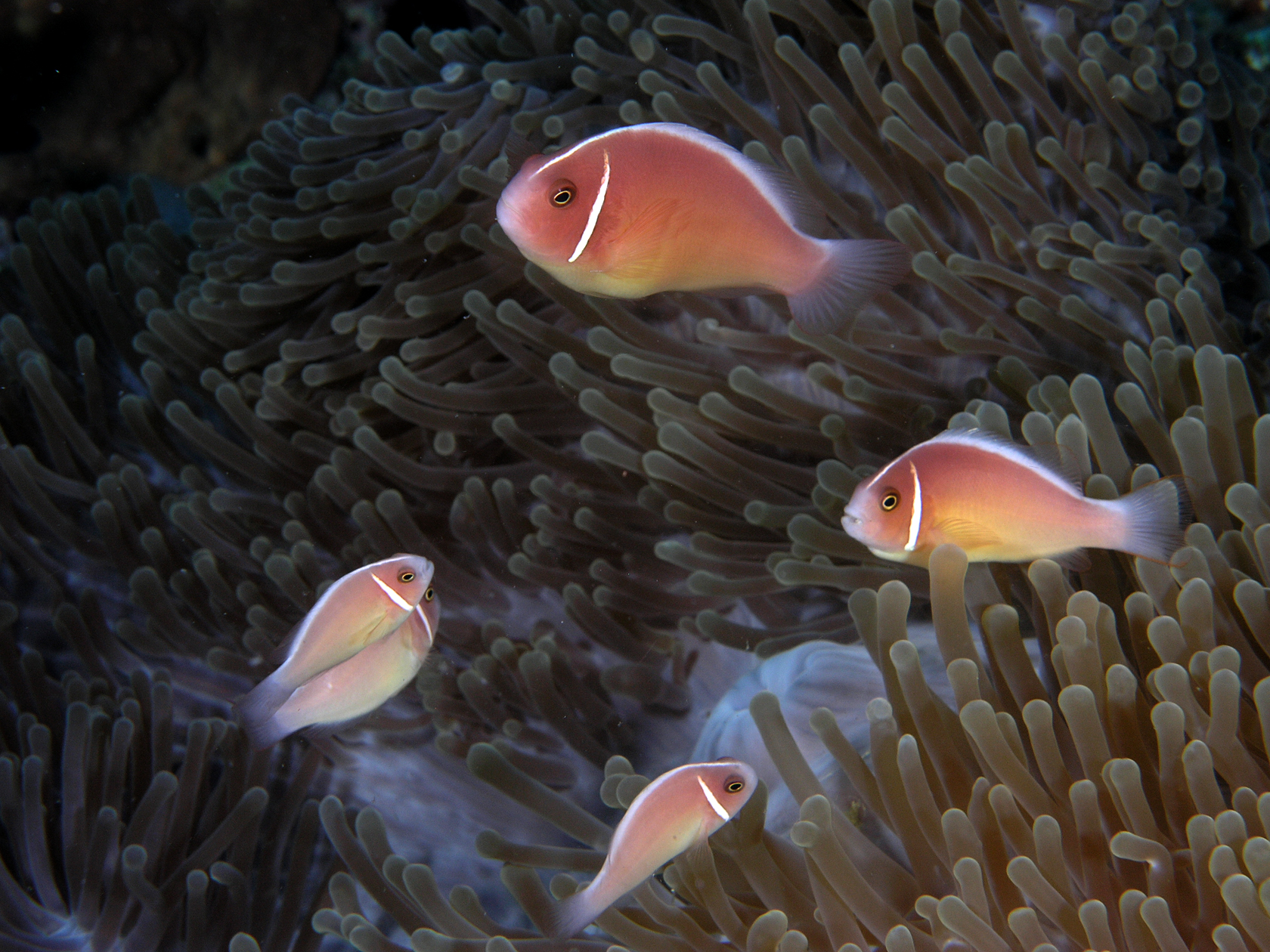
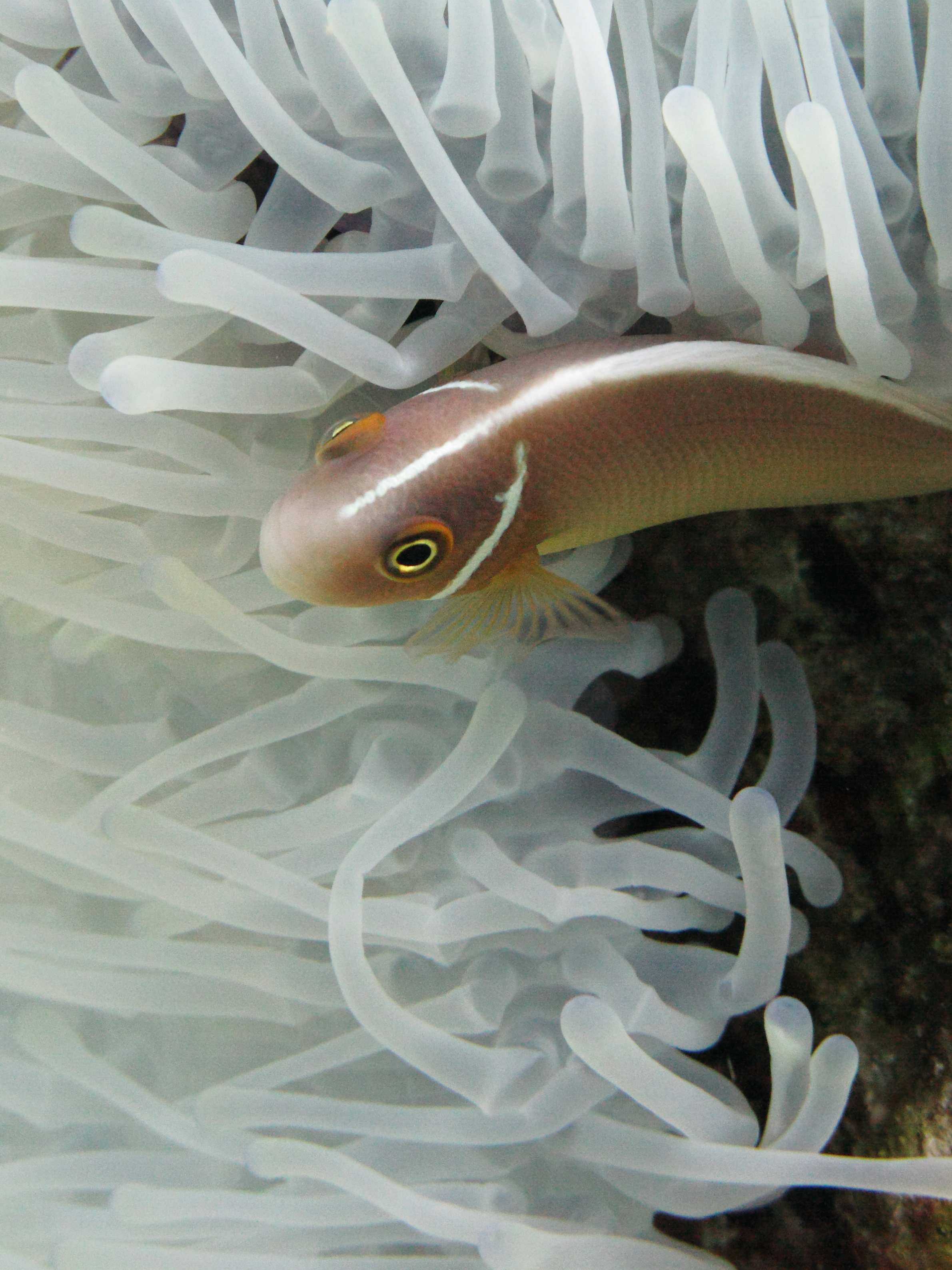
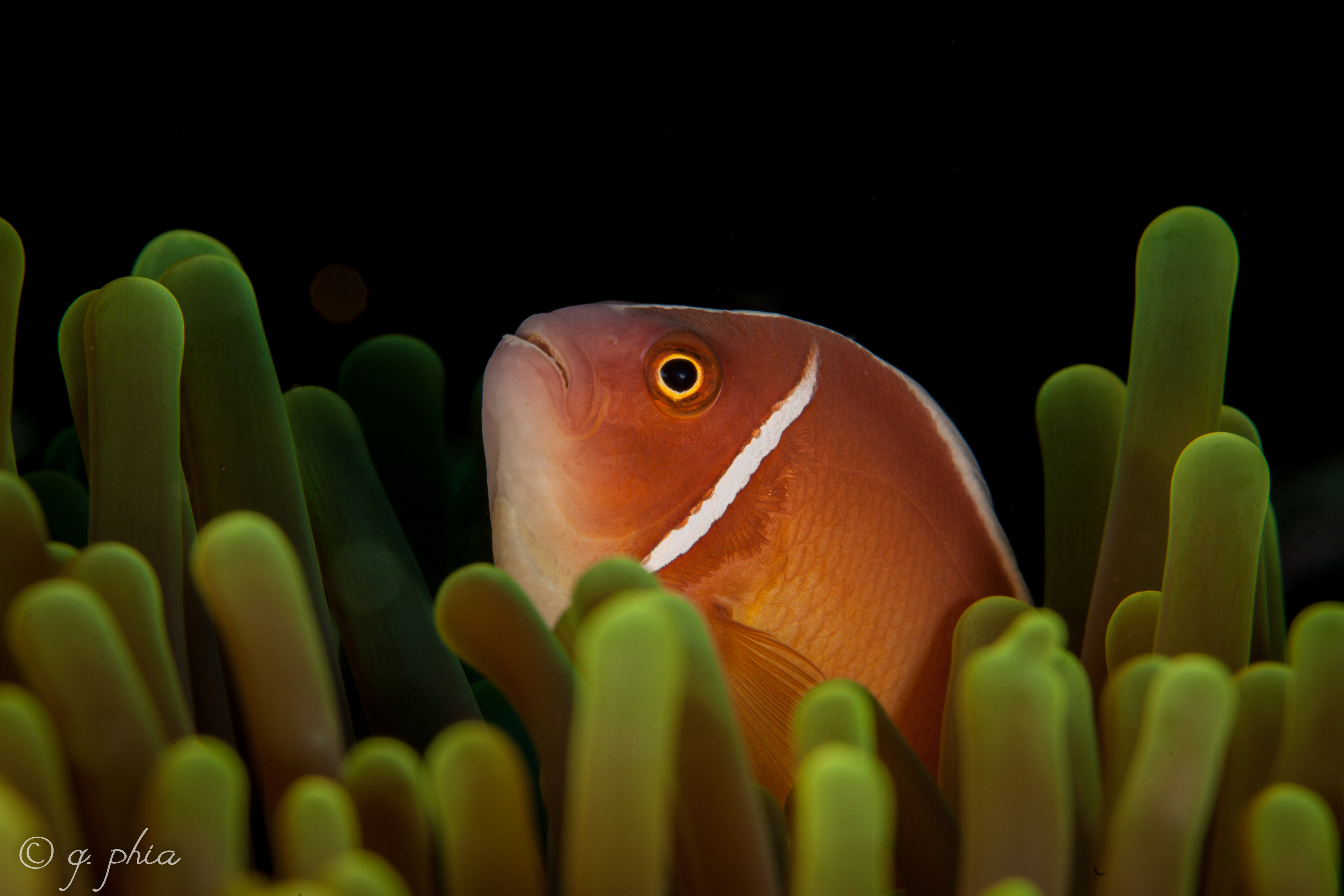

## 相似種

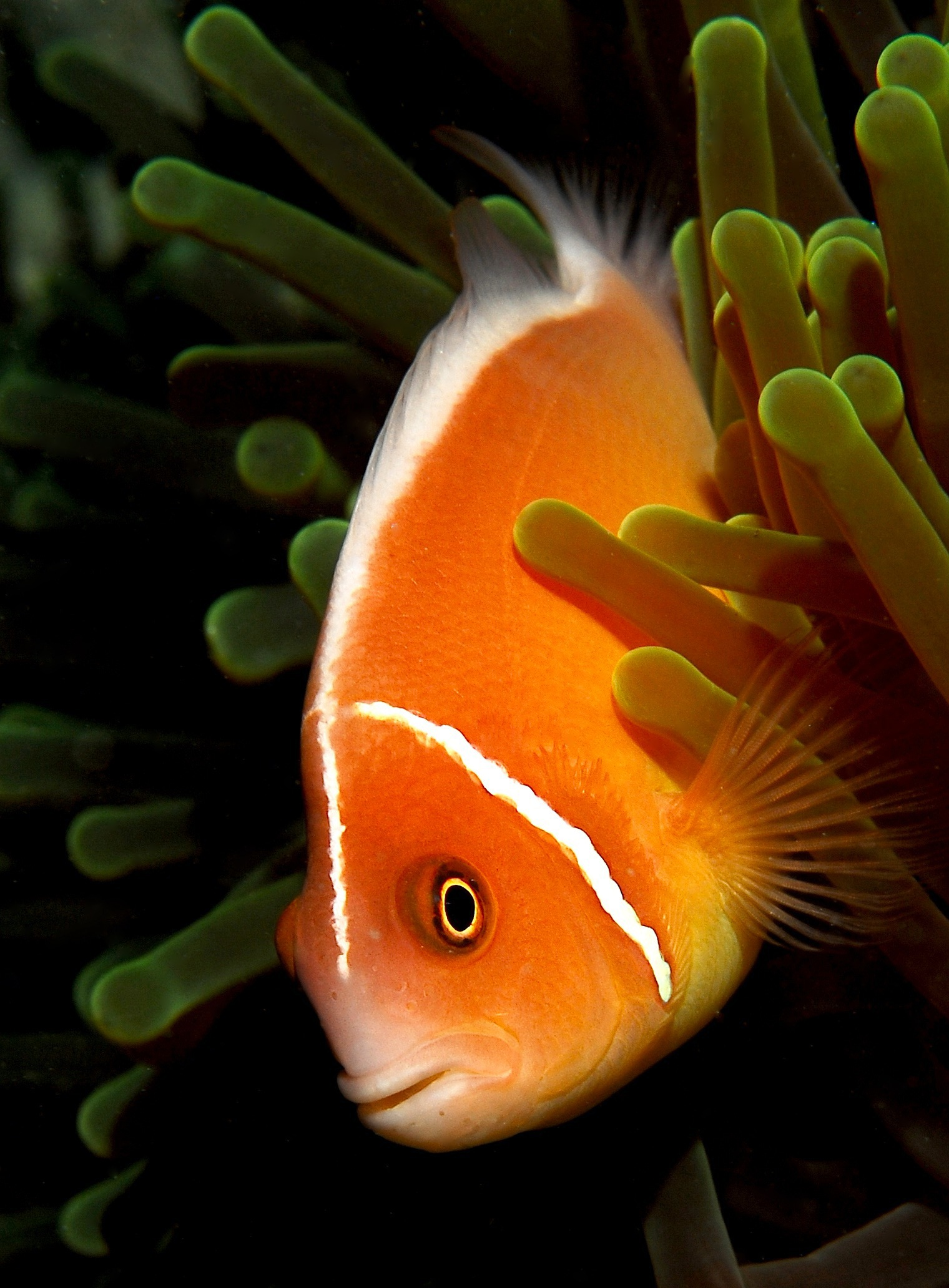
颈环双锯鱼(Amphiprion perideraion)
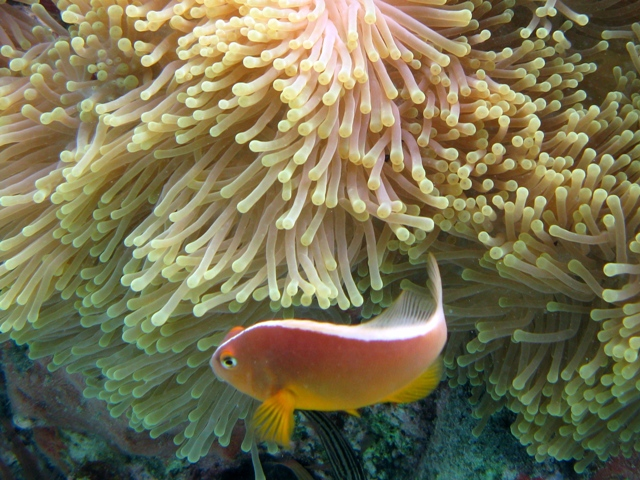
背紋雙鋸魚(Amphiprion akallopisos)
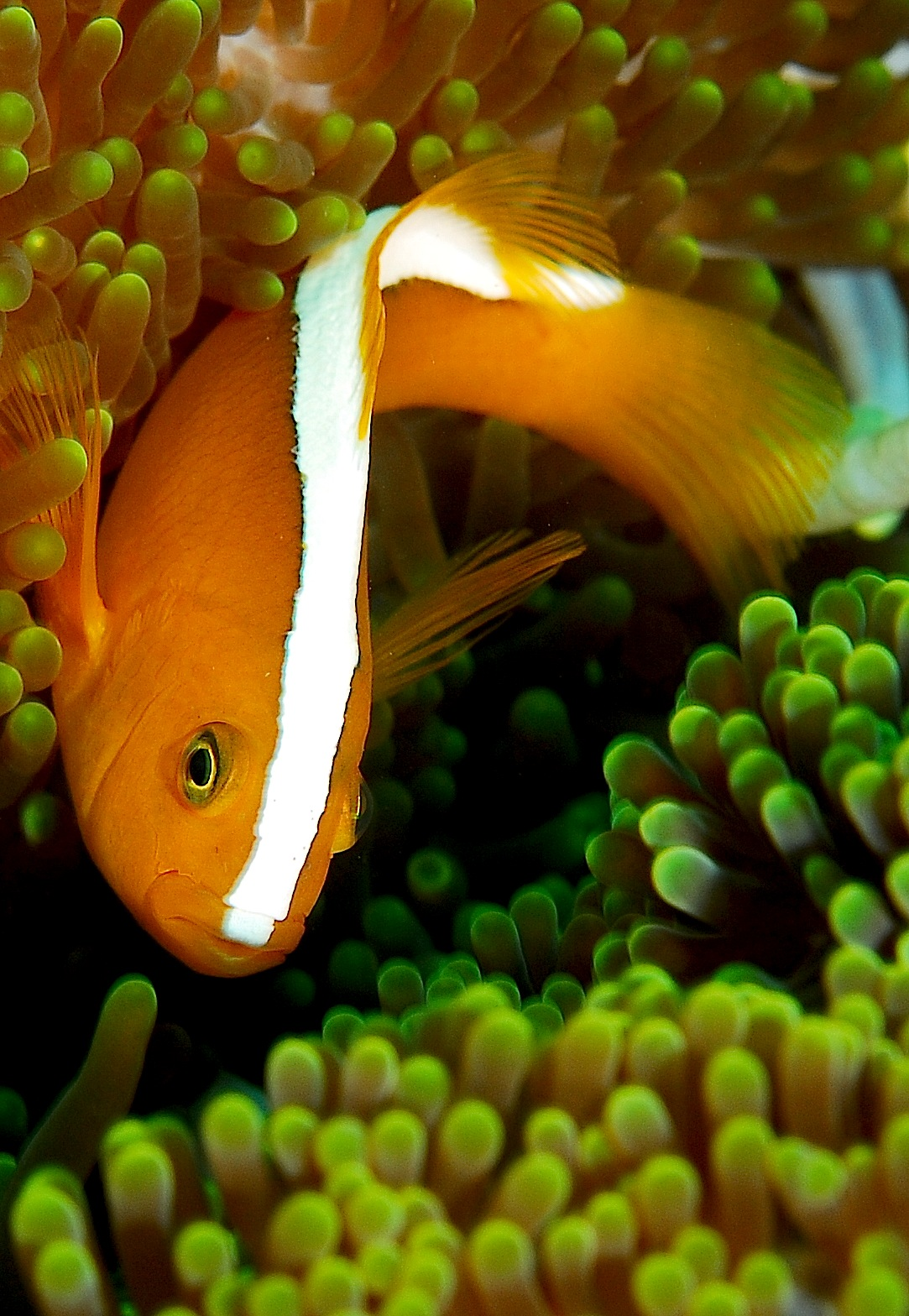
白背雙鋸魚(Amphiprion sandaracinos)
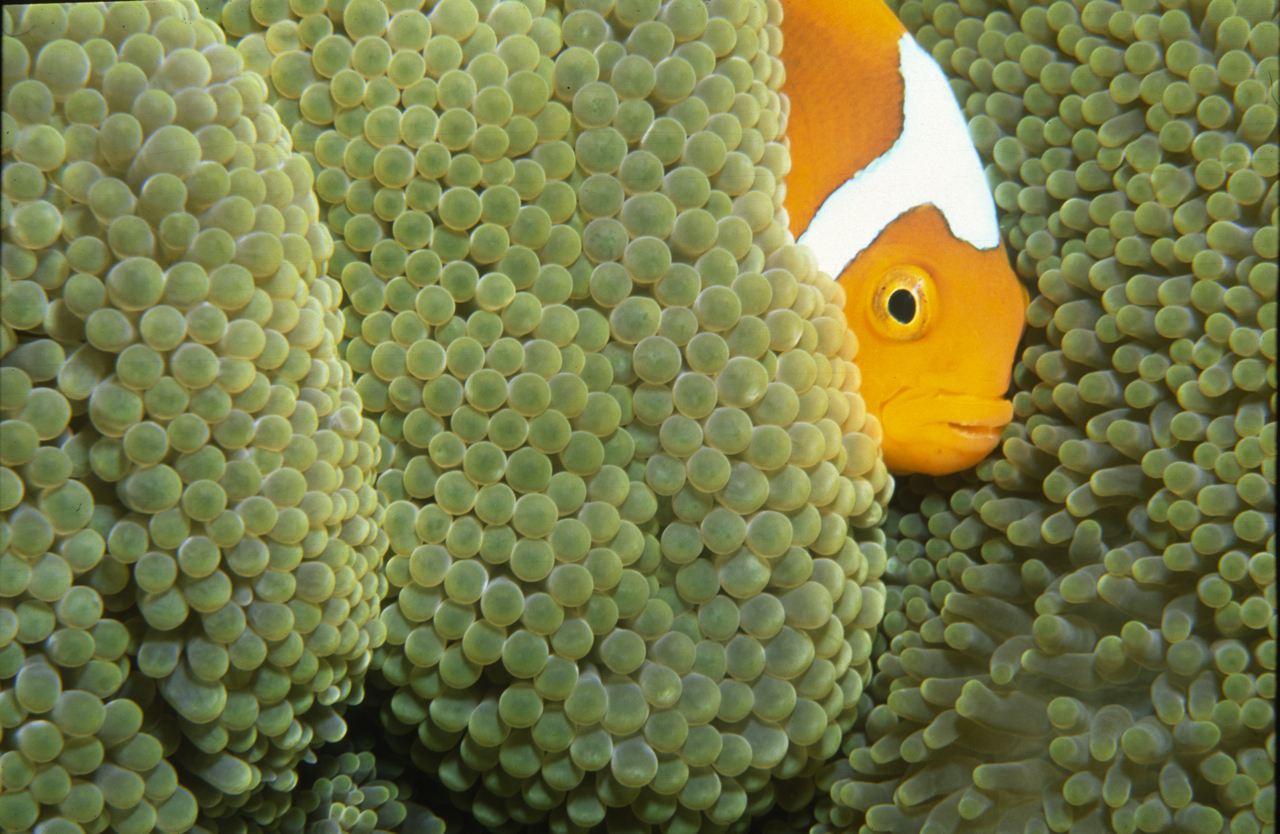
白罩雙鋸魚(Amphiprion leucokranos)
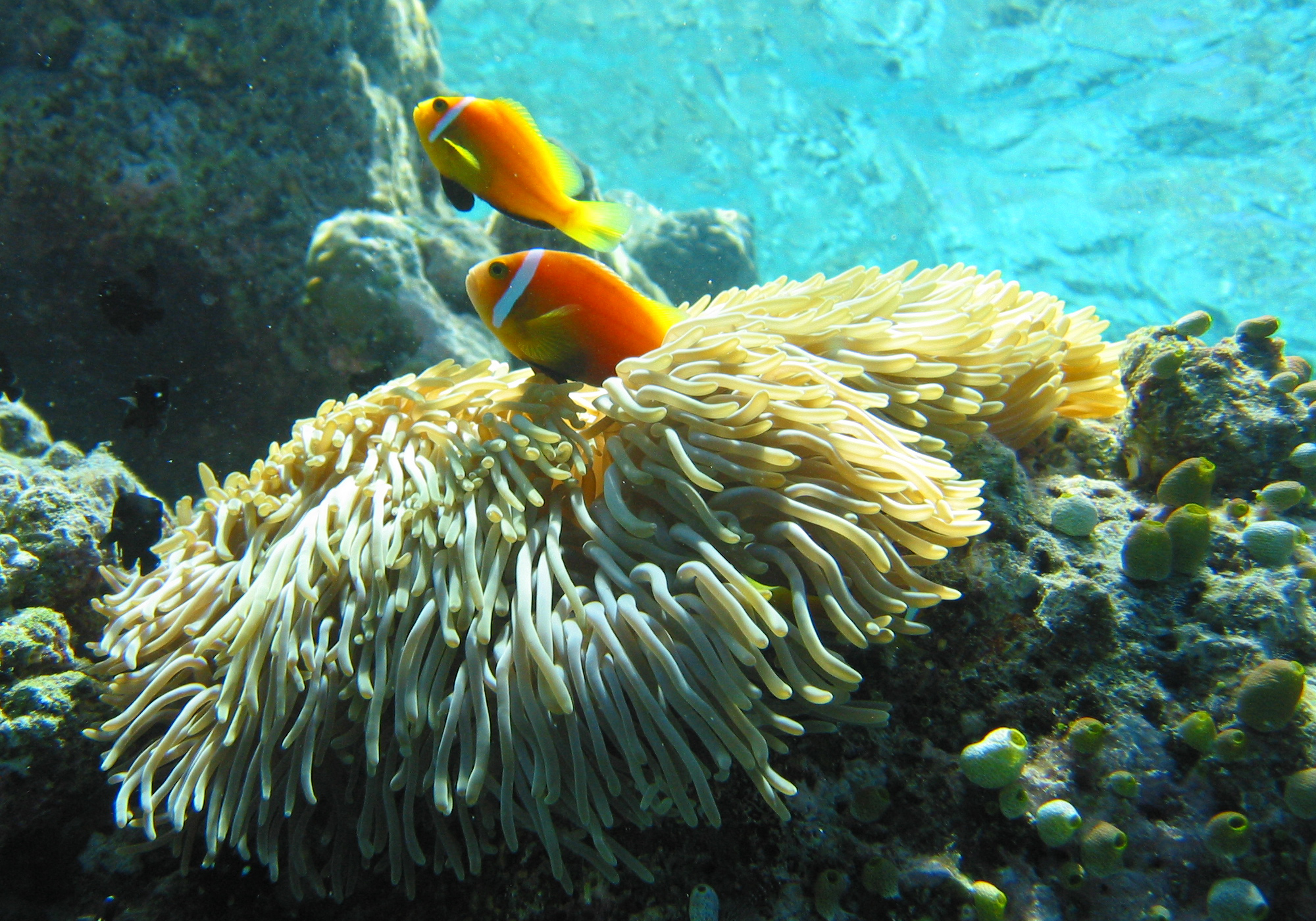
淺色雙鋸魚(Amphiprion nigripes)

## 經濟利用
為高價值的觀賞魚，不供食用。

## 扩展阅读
維基物種上的相關：颈环双锯鱼